# Seznam avstrijskih diplomatov
Seznam avstrijskih diplomatov.

## A
- Leopold Andrian

## B
- Peter Bonomo
- Emil Brix

## C
- Ludwig Cobenzl
- Richard Coudenhove-Kalergi

## E
- Felix Ermacora

## F
- Benita Ferrero-Waldner

## G
- ? von Genz
- Karl Gruber

## H
- Johannes Hahn?
- Sigismund von Herberstein
- Hans Hozhevar

## I
- Valentin Inzko

## J
- Peter Jankowitsch

## K
- Wenzel Anton Kaunitz-Rietberg (1711-94)
- Rudolf Kirchschläger
- Thomas Klestil
- Karin Kneissl
- Bruno Kreisky
- (Benedikt Kuripečič)

## L
- Michael Linhart
- Heinrich von Lützow

## M
- Klemens Wenzel von Metternich
- Antun Mihanović
- Peter Millonig
- Alois Mock

## N
- Eva Nowotny

## P
- Wolfgang Petritsch
- Ursula Plassnik
- Hans-Georg Possanner

## R
- Egon Ranshofen-Wertheimer
- Georg Reisch
- Michael Rendi

## S
- Alexander Schallenberg
- Gregor Schusterschitz
- Felix Schwarzenberg
- Jožef Schwegel
- Simon Sinas
- Jutta Stefan-Bastl

## Š
- Ivan Krizostom Švegel

## T
- Lujo Tončić-Sorinj
- Volker Türk

## V
- Martin Vukovich

## W
- Kurt Waldheim
- Ernst Florian Winter
- Oswald von Wolkenstein